# Rhabditis (Pellioditis) dolichura
Rhabditis (Pellioditis) dolichura is een rondwormensoort uit de familie van de Rhabditidae. De wetenschappelijke naam van de soort is voor het eerst geldig gepubliceerd in 1983 door Anderson & Sudhaus.